# Mancomunidades de Francia
Las mancomunidades de Francia (en francés: Intercommunalité) son diversos tipos de agrupaciones de municipios en organismos legales que les permiten ejercer ciertas competencias en común, principalmente de tipo fiscal o económico, o promover obras públicas y servicios de cooperación. Estos organismos públicos reciben el nombre genérico de «Establecimientos Públicos de Cooperación Intercomunal» (EPCI) (établissement public de coopération intercommunale), y varían en función de su población, de si se ubican en medio rural o urbano, y de si tienen o no fiscalidad propia.Al 1 de enero de 2025, Francia cuenta con 1 254 establecimientos públicos de cooperación intercomunal (EPCI) con fiscalidad propia, un número que se mantiene estable desde 2022. Estos se distribuyen en 21 metrópolis, 14 comunidades urbanas, 230 comunidades de aglomeración y 989 comunidades de comunas

## Historia
Las primeras mancomunidades de municipios franceses aparecieron en 1890, cuando la Tercera República creó los «sindicatos de comunas» para dotar a los municipios más pequeños de capacidad económica suficiente para asegurar los servicios públicos más necesarios. Pero hubo que esperar casi un siglo hasta que el Estado diera un impulso determinante a la cooperación entre municipios en el marco de un plan general de descentralización de su organización territorial con la ley de 2 de marzo de 1982 sobre 'derechos y libertades de las comunas, regiones y departamentos'.
En las décadas de 1980 y 1990 una serie de leyes la completaron iniciando un proceso de transferencias de competencias y de reorganización de las comunidades locales, en particular la ley de 6 de febrero de 1992 que fijó los principios de descentralización y desconcentración de los servicios del Estado, y creó las comunidades de comunas y de ciudades. La ley de 12 de julio de 1999 implantó una nueva arquitectura de las mancomunidades con la creación de tres tipos de comunidades con fiscalidad propia: las comunidades de comunas, las comunidades de aglomeración (de más de 50.000 habitantes, con una ciudad de al menos 15.000 habitantes) y las comunidades urbanas (más de 500.000 habitantes).
A lo largo de la primera década del siglo XXI se adoptaron varias leyes destinadas a perfeccionar la reorganización territorial de Francia, que ampliaron las transferencias de competencias hacia las mancomunidades de municipios, las regiones, los territorios de ultramar y los departamentos, dotándolos de medios económicos y de personal. El «Comité para la Reforma de las Colectividades Locales» (Comité pour la réforme des collectivités locales), creado en octubre de 2008, presentó en los años siguientes varios proyectos de ley con el objetivo de implementar esas medidas y de consolidar el nuevo mapa territorial francés. Con respecto a las mancomunidades definió un nuevo organismo intercomunal, la metrópolis (métropole), para las 11 áreas urbanas más pobladas y la creación del Gran París, una metrópolis procedente de la fusión de la Villa de París con municipios de los departamentos limítrofes de Hauts-de-Seine, Seine-Saint-Denis y Val-de-Marne.
En diciembre de 2013, el parlamento francés aprobó un proyecto de ley que definía 14 metrópolis de más de 400.000 habitantes en torno a las ciudades de Lyon, Lille, Grenoble, Burdeos, Toulouse, Nantes, Niza, Estrasburgo, Rouen, Rennes, Montpellier, Brest, Marsella y París.
Desde 2022 hasta 2025, varias reformas importantes han marcado la evolución de la intercomunalidad en Francia:
- Competencias en agua y saneamiento: En octubre de 2024, el Senado aprobó una ley que permite a los municipios conservar voluntariamente la gestión del agua y el saneamiento hasta 2026. Esta medida modifica parcialmente la Ley NOTRe de 2015, que preveía la transferencia obligatoria de estas competencias a las intercomunidades.[4]
- Consolidación de estructuras: Al 1 de enero de 2025, Francia contaba con 1 255 entidades públicas de cooperación intermunicipal (EPCI) con fiscalidad propia, una cifra casi estable respecto al año anterior, pero que refleja una tendencia sostenida de concentración iniciada desde 2017.[5]
- Fusiones de municipios: En 2025 se crearon 46 nuevas “communes nouvelles”, resultado de la fusión de 110 municipios. No se permitirán nuevas fusiones hasta enero de 2027, debido a las restricciones del calendario electoral.

## Tipos de mancomunidades o EPCI
Existen varias modalidades de agrupamiento mancomunal, o «Establecimientos Públicos de Cooperación Intercomunal» (EPCI).

### Mancomunidades sin fiscalidad propia: sindicatos de comunas
Los sindicatos de comunas (en fr. syndicat de communes), con las dos variantes SIVU y SIVOM, fueron creados a partir de 1890.
El sindicato de comunas de única vocación (SIVU), es la variante de mancomunidad más antigua ya que data de la ley del 22 de marzo de 1890, sólo dispone de una única competencia establecida en su estatuto. Un ejemplo de competencia es la electrificación rural, en una época dónde las grandes compañías se centraban en las ciudades. En enero de 2014 existían 8979 SIVU.
El sindicato de comunas de múltiple vocación (SIVOM), según la ley del 5 de enero de 1988, ejerce en cambio múltiples competencias que le han transferido las comunas agrupadas, generalmente del mismo cantón. En enero de 2014, se contabilizaban 1233 SIVOM.
El agrupamiento, basado en el principio de cooperación, permite a las comunas participantes de disponer recursos comunes para la ejecución de trabajos públicos o su licitación a empresas externas, con un mayor volumen y oportunidad de oferta. Ejemplos de competencias compartidas pueden ser tratamiento de residuos, mantenimiento viario, equipamientos deportivos y acción social. El presupuesto debe ser acordado entre las diversas comunas a partir de sus recursos, pero no tiene competencia fiscal, por lo que pueden existir tensiones entre los componentes.
Los sindicatos de comunas siguen la tendencia desde los años 1990 del pasado siglo de transformarse en comunidades de comunas.

### Mancomunidades con fiscalidad propia
En enero de 2014 Francia cuenta 2145 EPCI con fiscalidad propia, que cubren 36.614 municipios y 62,6 millones de habitantes. Creados a partir de la ley Chevènement del 12 de julio de 1999, se dividen en:

#### Comunidad urbana
Las comunidades urbanas (en fr. communauté urbaine), son una estructura mancomunal creada en los años 1960, y están reguladas por la ley 99-586 de 1999 ejerciendo principalmente las competencias para el desarrollo urbano y la ordenación del territorio.
En principio para el establecimiento de una comunidad urbana se requiere una comuna central de al menos 50.000 habitantes, y un agrupamiento mínimo de 500.000 habitantes.
La dirección de la comunidad urbana francesa no se establece por sufragio sino que es dirigida por un consejo, formado por representantes municipales de cada comuna y dispone que le sean transferidas obligatoriamente ciertas competencias.
El presupuesto proviene principalmente de la recaudación de tasas profesionales y de dotaciones del estado.
En el año 2015, existen 9 comunidades urbanas que agrupaban a más de 2,3 millones de habitantes.

#### Comunidad de comunas
Las comunidades de comunas (en fr. communauté de communes) representan 85% de los municipios franceses y 44% de la población francesa. En 2014, el número de comunidades de comunas era de 1903. Entre 2012 y 2014, su número se redujo en casi 20% debido a que tienden a fusionarse entre ellas o con comunidades de aglomeración para conformar conjuntos de mayor tamaño, o porque su población disminuye. Son agrupamientos de comunas (municipios) sin ningún tipo de restricción de número de población pero con la condición de continuidad geográfica.

#### Comunidad de aglomeración
Las comunidades de aglomeración de Francia (en fr. Communauté d'aglomération) componen una estructura intermedia entre la comunidad urbana y las comunidades de comunas.
Se rigen por la ley llamada Chevenement, 99-586 del 12 de julio de 1999, y para su formación deben agrupar un mínimo de 50.000 habitantes en torno a un núcleo central de al menos 15.000 habitantes. La comunidad de aglomeración ejerce como competencias propias las de desarrollo económico o la de dirección de transportes, entre otras, siendo su principal fuente de recursos el cobro de la tasa profesional.
En 2014, hay en Francia 222 comunidades de aglomeración, que agrupan a más de 19 millones de habitantes.

#### Sindicato de nueva aglomeración
La figura administrativa del Sindicato de nueva aglomeración (en fr. syndicat d'aglomération nouvelle, SAN), creada durante el gobierno socialista de François Mitterrand por medio de la ley Rocard del 13 de julio de 1983 para la gestión de las ciudades de nueva formación, va siendo substituida progresivamente por la de comunidad de aglomeración, contando en 2014 únicamente con 4 agrupaciones.

#### Métropole
En 2014 Francia cuenta con una metrópoli, Niza-Costa Azul, creada en diciembre de 2011. Las metrópolis de Aix-Marsella-Provenza y del Gran París, previstas por la ley de 27 de enero de 2014, serán creadas en enero de 2016 y tendrán un estatuto particular, al igual que la metrópoli de Lyon, que a diferencia de las demás metrópolis no será una mancomunidad sino una colectividad territorial.
La ley de enero de 2014, llamada ley de «modernización de la acción pública y afirmación de las metrópolis», establece por otra parte que las mancomunidades de más de 400.000 habitantes y situadas en áreas urbanas de más de 650.000 habitantes (o incluyendo el chef lieu de la región) se transformarán por decreto ley en «metrópolis de derecho común». Esta medida supone la creación de 9 metrópolis previstas para enero de 2015, que procederán de la fusión de Lille, Burdeos, Nantes, Toulouse y Estrasburgo con las comunidades urbanas de su entorno, y los municipios de Rouen, Rennes y Grenoble con las comunidades de aglomeración que las rodean. 
El 1 de enero de 2016, la metrópoli de Aix-Marsella-Provenza se sustituye a la comunidad urbana de Marsella Provenza y cuatro otras mancomunidades.